# Émilienne Mbango Moutome
Émilienne Mbango Moutome, née en 1951 à Douala (Cameroun), est la première footballeuse professionnelle camerounaise.

## Biographie
Émilienne Mbango Moutome naît en 1951 à Douala. Sa famille est originaire de Bonangang Akwa-nord mais est installée depuis longtemps dans le quartier de Deïdo, où elle grandit. 
Âgée de seulement 16 ans, elle devient joueuse de football et fait ses débuts lors de la saison 1967-1968 au sein du Léopard sportif de Douala. Elle évolue dans le championnat masculin du Cameroun, car il n'existe pas de championnat féminin.

## Distinctions
En janvier 2017 à Abuja, au Nigeria, elle est honorée par la Confédération africaine de football et reçoit le trophée de Legend Award.